# 공간정보산업협회
공간정보산업협회(空間情報産業協會, Korean Association of Spatial information, surveying & Mapping, KASM, 구 대한측량협회)는 정부로부터 측량기술자 경력관리업무를 위임받아 시행하고 있으며 1972년 비영리단체로 설립되었다. 서울특별시 영등포구 도신로 237 KASM 빌딩(신길동 110-4)에 위치해 있다.

## 설립 근거
- 공간정보산업 진흥법 제24조 1항[1]

## 연혁
- 1971년 11월 19일 측량법개정(측량법 제35조의5) 사단법인 대한측량협회 설립 명문화
- 1972년 1월 22일 창립총회 개최 (초대회장 김병옥)
- 1972년 4월 20일 사무실 이전 (서울 종로구 수송동 12번지). 건설부장관 설립인가
- 1972년 11월 10일 「측량」회지 창간호 발간 (2,500부)
- 1973년 2월 10일 2대 회장 박병주
- 1973년 4월 26일 건설부 장관으로부터 회장 취임인가
- 1974년 1월 26일 3대 회장 김규태 취임
- 1977년 1월 24일 4대 회장 김규태(유임)
- 1978년 1월 28일 5대 회장 김규태(유임)
- 1981년 1월 31일 6대 회장 이석찬 선출
- 1981년 8월 10일 국제측량사연맹(FIG)가입
- 1983년 2월 18일 7대 회장 김병옥 선출
- 1984년 1월 27일 8대 회장 김병옥(유임)
- 1985년 2월 11일 이병칠 부회장 제9대 회장 선출
- 1987년 2월 21일 10대 회장 이병칠 선출
- 1989년 3월 1일 공공측량성과심사 업무위탁 시행
- 1990년 2월 24일 11대 회장 이병칠 유임
- 1993년 2월 26일 12대 회장 이병칠 유임
- 1994년 6월 1일 한국의 측량지도 자료집 발행(2,500부)
- 1995년 3월 8일 측량법령집 발행
- 1996년 2월 29일 제13대 이병칠 회장 유임
- 1998년 4월 1일 지도등의 심사업무 위탁
- 1998년 9월 2일 측량관련 법령집 발간
- 1999년 2월 27일 제14대 회장 최재화 선출
- 1999년 5월 11일 통계작성기관으로 승인 지정 (통계청)
- 2000년 5월 측량정보산업기술연구원 발족
- 2001년 6월 18일 측량협회 30주년 기념우표 발행
- 2001년 12월 4일 <측량CAD>신개발 소프트웨어 개발
- 2002년 2월 22일 제15대 회장 조규전 당선
- 2005년 3월 21일 제16대 조규전 회장 취임
- 2008년 11월 7일 보안지도 점검(국토지리정보원)
- 2009년 12월 8일 한국지적협회(韓國地籍協會, Korea Cadastral Association) 창립
- 2011년 3월 4일 제18대 대한측량협회 회장 취임
- 2012년 4월 20일 대한측량협회 창립 제40주년 기념식(여의도 중소기업중앙회관)
- 2014년 3월 6일 제19대 대한측량협회 회장 취임
- 2016년 3월 대한측량협회+한국지적협회의 합병으로 공간정보산업협회 통합 출범[2]
- 2016년 6월 26일 공간정보산업협회 신사옥 이전(서울특별시 영등포구 도신로 237 KASM 빌딩)
- 2017년 3월 1일 제20대 이동희 공간정보산업협회 회장 취임
- 2018년 4월 공간정보드론교육원 개설
- 2018년 5월 17일 제21대 이명식 공간정보산업협회 회장 취임
- 2018년 6월 공간정보드론교육원 전문교육기관 지정
- 2018년 10월 「측량」회지, 2018 국제비즈니스대상(International Business Awards, IBA) 출판부문 동상 수상
- 2018년 10월 30일 오송센터 신축 기공식
- 2019년 7월 이명식 회장, 배임 혐의로 경찰 고발(민법, 정관 및 제규정 위반, 임원진의 법인카드 사적유용 등 총 26건의 위반)
- 2019년 12월 이명식 회장, 사퇴
- 2020년 1월 매일건설신문과 소송전 패소(<공간정보산업협회, 회장 측근 채용 인사비리 의혹> 기사 관련)
- 2020년 1월 공간정보드론교육원 폐쇄
- 2020년 1월 산하 연구기관 공간정보기술연구원 폐쇄
- 2020년 1월 「측량」회지 폐간
- 2020년 1월 공공측량 성과심사 업무 공간정보품질관리원으로 이관
- 2020년 1월 협회직원 전원 퇴사
- 2020년 2월 제22대 김석종 공간정보산업협회 회장 취임
- 2023년 3월 제23대 김석종 공간정보산업협회 회장 유임

## 같이 보기
- 국토교통부
- 국토지리정보원
- 공간정보산업진흥원
- 한국국토정보공사
- 대한건설협회
- 대한전문건설협회
- 대한건축사협회